# Leț, Covasna
Leț (maghiară Lécfalva) este un sat în comuna Boroșneu Mare din județul Covasna, Transilvania, România. Se află în partea centrală a județului, în Depresiunea Târgu Secuiesc.

## Istoric
Pe Dealul Cetății (alt. 547 m) situat la sud de localitate, au fost descoperite urme de locuire suprapuse din mai multe ere: începând cu epoca neolitică și eneolitică, tranziție spre epoca bronzului, cel mai recent strat fiind de factură medievală (secolele XIII-XVIII).